# Pluto får första förband
Pluto får första förband (engelska: First-Aiders) är en amerikansk animerad kortfilm med Pluto från 1944.

## Handling
Mimmi Pigg tränar på att ge Pluto första hjälpen, något som roar katten Figaro. Men när Mimmi åker iväg för ett ögonblick, uppstår ett bråk mellan Pluto och Figaro.

## Om filmen
Filmen hade svensk premiär den 30 juli 1945 på biografen Spegeln i Stockholm.
Filmen har haft flera svenska titlar genom åren. Vid biopremiären 1945 gick den under titeln Pluto får första förband. Alternativa titlar till filmen är Pluto får första hjälpen och Första hjälpen.
Filmen har givits ut på VHS och DVD och finns dubbad till svenska.

## Rollista
| Roll       | Originalröst  | Svensk röst   |
| Mimmi Pigg | Ruth Clifford | Åsa Bjerkerot |
| Pluto      | Pinto Colvig  | ingen röst    |
| Figaro     | Clarence Nash | ingen röst    |